# ТЕС Русайл
ТЕС Русайл – теплова електростанція на півночі Оману, у індустріальній зоні Русайл за два десятки кілометрів на захід від Маскату.
У 1984-му на майданчику станції ввели в експлуатацію три встановлені на роботу у відкритому циклі газові турбіни потужністю по 80,6 МВт. За три роки їх доповнили ще трьома з показниками по 83,9 МВт, а в 1997-му та 2000-му змонтували по одній потужністю 95,9 МВт та 94,9 МВт відповідно. Всі турбіни відносились до типу General Electric Frame 9Е, проте вони могли постачатись різними компаніями, котрі здійснювали ліцензійне виробництво – John Brown, Alstom, BHEL. 
Як паливо станція використовує природний газ, постачений по трубопроводу Їбал – Маскат.
Видача продукції відбувається по ЛЕП, розрахованій на роботу під напругою 132 кВ.
Станцію спорудила державна енергетична компанія, проте в 2006-му її продали SMN Power Holding SAOG, серед учасників якого були французька GDF Suez та інвестиційний фонд з Абу-Дабі Mubadala Development Company. За умовами приватизації 35% акцій було виставлено для продажу на фондовому ринку.